# Anton Bühler (ryttare)
Anton Bühler, född 15 juni 1922 i Winterthur, död 29 mars 2013 i Sankt Gallen, var en schweizisk ryttare.
Bühler blev olympisk silvermedaljör i fälttävlan vid sommarspelen 1960 i Rom.